# Punjab National Bank
Die Punjab National Bank (PNB) ist ein indisches multinationales Bank- und Finanzdienstleistungsunternehmen. Es ist eine öffentliche Gesellschaft mit Sitz in Neu-Delhi, der Hauptstadt von Indien. Zum 31. März 2017 hat die Bank über 80 Millionen Kunden, 6.937 Filialen (7.000 am 2. Oktober 2018) und 10.681 Geldautomaten in 764 Städten. Der Umsatz lag bei 8,5 Milliarden US-Dollar und die Bilanzsumme lag bei über 100 Milliarden US-Dollar. Die Aktien der PNB sind an der Bombay Stock Exchange und der National Stock Exchange of India notiert und befinden sich zur Mehrheit in Besitz der indischen Regierung. Die Bank ist Teil des Börsenindex S&P CNX Nifty.
PNB hat eine Bankgesellschaft in Großbritannien (PNB International Bank mit sieben Niederlassungen in Großbritannien) sowie Niederlassungen in Hongkong, Dubai und Kabul. Es hat Repräsentanzen in Almaty (Kasachstan), Dubai (Vereinigte Arabische Emirate), Shanghai (Volksrepublik China), Oslo (Norwegen) und Sydney (Australien). Die Bank besitzt Anteile an Geldhäusern in Kasachstan, Nepal und Bhutan.

## Geschichte
Die Bank wurde am 19. Mai 1894 in Lahore (heutiges Pakistan) gegründet. Die Gründungskommission stammte aus verschiedenen Teilen Indiens, die unterschiedlichen Glaubensrichtungen angehörten und unterschiedliche Hintergründe hatten, mit dem gemeinsamen Ziel, eine nationale Bank zu schaffen, die das wirtschaftliche Interesse des Landes fördern würde. Unter den Gründern war u. a. der Unabhängigkeitskämpfer Lala Lajpat Rai. Die Bank ist die älteste noch existierende Bank des Landes, die mit rein indischem Kapital gegründet wurde. Nach der indischen Unabhängigkeit und der Trennung des indischen Subkontinents in die Staaten Indien und Pakistan wurde der Hauptsitz nach Neu-Delhi verlegt. In Pakistan ist die Bank heute nicht mehr aktiv, da während des Zweiten Indisch-Pakistanischen Krieges im Jahre 1965 alle Vermögenswerte der Bank dort beschlagnahmt wurden. Auch in Burma (Myanmar) wurde die Bank 1963 enteignet.
Bekannte Persönlichkeiten wie Mohandas Karamchand Gandhi, Jawaharlal Nehru oder Indira Gandhi waren einst Kunden der Bank.
Die Punjab National Bank gab im Februar 2018 bekannt, dass sie in nur einer ihrer Filialen betrügerische Transaktionen von bis zu 1,8 Milliarden US-Dollar festgestellt hatte.